# Odlot (film 2010)
Odlot (ang. Twelve) – amerykańsko-francuski dramat filmowy z 2010 roku w reżyserii Joela Schumachera, zrealizowany na podstawie powieści Nicka McDonella o tym samym tytule.
Opowiada o problemach nowojorskiej młodzieży z narkotykami. Premiera filmu miała miejsce 2010 roku na Sundance Film Festival.

## Fabuła
Film opowiada o losach nastolatków z nowojorskiej elity z perspektywy Białego Mike'a (Chace Crawford). Jest on 17-letnim dilerem narkotyków. Mike porzucił ostatnią klasę szkoły średniej, by zająć się tą "pracą". W wolnym czasie Mike wspomina dzieciństwo oraz matkę, która umarła przed rokiem na raka. Tytułowy Twelve, czyli dwanaście, to narkotyk sprzedawany przez chłopca, będący połączeniem ecstasy i kokainy.

## Obsada
- Kiefer Sutherland jako narrator opowieści.
- Chace Crawford jako White Mike – 17-letni diler z Nowego Jorku.
- Emma Roberts jako Molly – przyjaciółka Mike'a z dawnych lat. Nie wie o tym, że Mike został dilerem.
- Curtis Jackson – 50 Cent jako Lionel – bezwzględny diler i morderca o żółtych oczach i morderczym spojrzeniu.
- Rory Culkin jako Chris – jeden z klientów Mike'a, pałający sympatią do Sary Ludlow.
- Esti Ginzburg jako Sara Ludlow – najgorętsza dziewczyna manhattańskiej szkoły.
- Emily Meade jako Jessica – uzależniona od Twelve, żyjąca imprezami.
- Charlie Saxton jako Mark Rothko – uzależniony od marihuany.
- Billy Magnussen jako Claude – psychopatyczny narkoman, który kolekcjonuje broń. Przez niego i Chrisa dojdzie do tragedii podczas imprezy.
- Jeremy Allen White jako Charlie – kuzyn Mike'a, który wciągnął go w handel narkotykami.
- Philip Ettinger jako Hunter – kolega Mike'a z czasów szkolnych.
- Jermaine Crawford jako Nana – miał konflikt z Hunterem, który później został oskarżony o jego zabójstwo.